# Benton (New Hampshire)
Benton ist der Name einer Town im Grafton County von New Hampshire, einem der Neuenglandstaaten der USA. Das U.S. Census Bureau hat bei der Volkszählung 2020 eine Einwohnerzahl von 374 ermittelt.
Der ursprüngliche Name war Coventry, wobei dieser sich nicht direkt auf Coventry in England, sondern auf Coventry in Connecticut bezog. Gouverneur Isaac Hill schlug 1839 die Umbenennung vor, zu Ehren von Thomas Benton, den Senator von Missouri, der sich für die Westerweiterung der Vereinigten Staaten eingesetzt hatte. 1840 wurde Benton als solches gesetzlich gegründet.

## Geographie

### Lage
Benton liegt im Westen der White Mountains. Das Gemeindegebiet gehört weitgehend zum White Mountain National Forest, der die besiedelten Bereiche im Norden und Süden voneinander trennt. Das Land wurde in einer Beschreibung von 1859 als rau, bergig und nicht sehr fruchtbar beschrieben.

### Nachbargemeinden
Angrenzend liegen im Norden Landaff und Easton, im Osten Woodstock, im Süden Warren und im Westen Haverhill.

### Gemeindegliederung
Neben Benton Boutin Corner östlich davon.

### Berge
Der Mount Moosilauke, 1467 Meter hoch, ist die höchste Erhebung in Benton, einer der höchsten Berge im Grafton County und der westlichste der 4000er New Hampshires, den Bergen in diesem Staat, die höher als 4000 Fuß sind. Westlich davon liegen der Mount Clough (1083 Meter) und der Jeffers Mountain, 910 Meter.

### Gewässer
Am Mount Moosilauke entspringen der Oliverian Brook, der nach Westen zum Connecticut River fließt, und an der Ostflanke der Nordarm des  Baker River. Weitere Gewässer sind Tunnel und Whitcher Brook, die in den Wild Ammonoosuc River, sowie Slide Brook, der in den Jeffers Brook mündet, dieser in den Oliverian Brook, und der Long Pond.

## Geschichte
Die Landzuteilung für Benton datiert auf den 31. Januar 1764 und ging an 65 Eigentümer. Der Name des Grants war damals Coventry. Zu den Vertragsbedingungen gehörte die Aufteilung des Landes in 71 Flurstücke. Von diesen sollten zwei dem Verleiher der Zuteilung, also dem Gouverneur, zugesprochen werden, und je eines der Mission, dem ersten sich ansiedelnden Geistlichen, der Unterstützung der Schule, sowie glebe der Kirche von England. Die restlichen Flurstücke wurden an die Eigentümer verteilt. Es gab jedoch Grenzstreitigkeiten zwischen Coventry und Warren im Süden, die 1784 oder 1785 gesetzlich entschieden wurden. Die erste Grundbesitzerversammlung fand am 11. April 1797 statt, die erste Gemeindeversammlung am 30. Dezember 1801. Die ersten Siedler kamen nach Beginn des Unabhängigkeitskrieges zunächst in den Süden des Gebietes nahe dem Oliverian Brook, ehe sich spätere im Norden niederließen. Die Besiedlung erfolgte nur langsam, die Bevölkerungszahl blieb gering. Ab 1840 gab es ein Hotel, das jedoch 1885 nicht mehr existierte. 1840 wurde Coventry mit Wirkung vom 4. Dezember in Benton umbenannt. Benton hatte keinen eigenen Bahnhof an der 1853 eröffneten Bahnstrecke Concord–Wells River, die Benton im Süden durchquert. Gleich hinter der Gemeindegrenze in Warren lag die Station Warren Summit, später Glencliff. Eine Beschreibung aus dem Jahr 1859 erwähnt ein Dorf, North Benton, mit Postamt und konfessionell ungebundener Kirche, gebaut 1846, sechs Schulbezirke und fünf Sägemühlen, die große Mengen Holz aus den umliegenden Wäldern sägten. Am Black Hill gab es einen Steinbruch, dessen Produkte an italienischen Marmor erinnerten. 1860 wurde auf dem Gipfel Mount Moosilauke ein Hotel gebaut. Zu diesem führte eine mautpflichtige Zufahrtsstraße, die in Warren begann und bis zum Hotel führte. 1872 wurde das Gebäude, bis dahin ein einstöckiger Granitbau, um einen Anbau und ein Obergeschoss aus Holz erweitert. Aus dem Jahr 1875 stammt die Angabe von einer Million Fuß Sägeholz, die in Benton pro Jahr gesägt und verschifft wurden. Daneben gab es Blei und Kupfererz, und bei North Benton wurde Quarz abgebaut. In den Jahren danach wurde der erste Laden in Benton eröffnet, der jedoch 1883 abbrannte. 1885 besuchten 71 Schüler eine der Schulen, unterrichtet von einem Lehrer und sechs Lehrerinnen. Eine Sägemühle am Tunnel Brook produzierte Fassadenbretter, Rahmenholz und Schindeln zum Hausbau sowie Sägeholz, von letzterem sowie den Brettern jeweils etwa 50.000 Fuß im Jahr, und 85.000 Schindeln. 1909 wurde am Fuß des Mount Moosilauke das Glencliff State Sanatorium eröffnet. Es diente bis 1970 der Behandlung Tuberkulosekranker und war, um die Abschottung zu ermöglichen, die man für deren Behandlung für erforderlich hielt, eine weitgehend eigenständige Kommune mit Farm, Viehhaltung, Unterhaltungsmöglichkeiten, eigener Bäckerei und Kraftwerk. Die für dessen Betrieb benötigte Kohle und andere Versorgungsgüter wurden per Bahn zum nahegelegenen Bahnhof Glencliff in Warren geliefert. Die Gebäude werden als Altersheim weitergenutzt. 1954 wurde die Bahnstrecke aufgegeben.

### Bevölkerungsentwicklung
| Volkszählungsergebnisse – Benton, New Hampshire | Volkszählungsergebnisse – Benton, New Hampshire | Volkszählungsergebnisse – Benton, New Hampshire | Volkszählungsergebnisse – Benton, New Hampshire | Volkszählungsergebnisse – Benton, New Hampshire | Volkszählungsergebnisse – Benton, New Hampshire | Volkszählungsergebnisse – Benton, New Hampshire | Volkszählungsergebnisse – Benton, New Hampshire | Volkszählungsergebnisse – Benton, New Hampshire | Volkszählungsergebnisse – Benton, New Hampshire | Volkszählungsergebnisse – Benton, New Hampshire |
| Jahr                                            | 1790                                            | 1800                                            | 1810                                            | 1820                                            | 1830                                            | 1840                                            | 1850                                            | 1860                                            | 1870                                            | 1880                                            |
| ----------------------------------------------- | ----------------------------------------------- | ----------------------------------------------- | ----------------------------------------------- | ----------------------------------------------- | ----------------------------------------------- | ----------------------------------------------- | ----------------------------------------------- | ----------------------------------------------- | ----------------------------------------------- | ----------------------------------------------- |
| Einwohner                                       | 88                                              | 69                                              | 162                                             | 315                                             | 440                                             | 413                                             | 478                                             | 459                                             | 375                                             | 378                                             |
| Jahr                                            | 1890                                            | 1900                                            | 1910                                            | 1920                                            | 1930                                            | 1940                                            | 1950                                            | 1960                                            | 1970                                            | 1980                                            |
| Einwohner                                       | 244                                             | 209                                             | 219                                             | 177                                             | 255                                             | 262                                             | 247                                             | 172                                             | 194                                             | 333                                             |
| Jahr                                            | 1990                                            | 2000                                            | 2010                                            | 2020                                            | 2030                                            | 2040                                            | 2050                                            | 2060                                            | 2070                                            | 2080                                            |
| Einwohner                                       | 330                                             | 314                                             | 364                                             | 374                                             |                                                 |                                                 |                                                 |                                                 |                                                 |                                                 |

## Wirtschaft und Infrastruktur

### Öffentliche Einrichtungen
Mit den Polizeiaufgaben in Benton ist die Staatspolizei von New Hampshire beauftragt, der medizinische Notdienst wird von einem Privatunternehmer übernommen. Das nächstgelegene Krankenhaus ist das Cottage Hospital in Woodsville, einem Teilort von Haverhill. Benton ist Teil der Haverhill Schulkooperative. Gemeindehaus und -büro befinden sich in North Benton.

### Verkehr
Durch Benton verlaufen die New Hampshire Route NH116 im Norden und die NH 25 im Süden. Dazwischen besteht außer Trails keine Verbindung. Der Interstate 91 verläuft in Vermont. In Haverhill liegt der Dean Memorial Airport mit 762 Meter kurzer Asphaltpiste, der nächstgelegene Flughafen ist der Lebanon Municipal Airport in Lebanon, 40 Meilen entfernt. Die Trasse der Bahnstrecke nutzt der East Haverhill-Warren RailTrail.